# 湖南科学技术出版社
湖南科学技术出版社是一家中国湖南省的出版社，1979年成立于长沙，侧重出版科学类和技术类图书。
除主打的科学技术类图书外，该社出版的图书还涵盖医学、经管、生活及教材等领域，年出版新书近500种，并出版《医药界》杂志。其主推的《第一推动丛书》20多年来在科普图书市场长盛不衰。该社也免费发行过一些由政府部门编辑的生活应急类读物。

## 历史
湖南科学技术出版社成立于1979年，2008年底变更为湖南科学技术出版社有限责任公司，是中南出版传媒集团下属子公司。现在的總部地址為湖南省长沙市湘雅路276号。
2008年，该社与湖南当地新华书店合作开展电子音像出版业务，该社由此也成为湖南首家通过整合出版、发行资源设立的具备电子出版物、音像制品出版发行资格的企业。

## 部分知名图书

### 时间简史
斯蒂芬·霍金的《时间简史：从大爆炸到黑洞》是具备影响力的一本科学理论的宣传读物。与许多普及读物不同，这本书本身并不够通俗易懂，但其市场营销却非常成功。20世纪90年代初，霍金的学生吴忠超亲自翻译了该书，并将该书推荐给中国大陆的数家出版社，但最终只有湖南科学技术出版社愿意出版该书。1992年，湖南科学技术出版社出版该书。因为中国读者对科技文化的兴趣不大，而且这本书也比较晦涩，出版社决定以“阅读霍金，懂与不懂都是收获”作为宣传词，开始了长达3年的宣传。到1997年，《时间简史》和霍金终于在中国普通读者中火了起来。霍金事后非常感谢湖南科学技术出版社，并指定该社作为其著作在中国大陆的唯一授权发行商。
霍金热也伴随了一些负面效应，大众对霍金本人的好奇超过了对内容求真的热情。少数与霍金作品实际关系不大的书籍也以霍金作为著作者的名字，为自己造势，而且读者还趋之若鹜。例如由王宇琨和董志道编著、北京联合出版公司出版的《图解时间简史》——这本书为了迎合读者，把封面的“(英) 斯蒂芬·霍金 [原著]”字样放得很大，书中把霍金吹捧为“先知”，还说他“解决了第一推动力的来源问题”，还有一些科学家名字张冠李戴的低级错误。

### 走近费曼丛书
美国物理学家理查德·费曼是美国的科学理念推广者。比尔·盖茨称赞说“很少有书在写了40年之后还值得人去读，只有少数的经典，像费曼的物理学或是理查德·道金斯的那些书。”台湾天下文化出版社早在90年代初就翻译和出版了费曼所写的一系列大众读物，且其代表作《别闹了，费曼先生！》的中文版还引起了不错的反响。相比之下，中国大陆引进费曼的通俗读物的时间则比较晚。湖南科学技术出版社从21世纪初开始陆续出版的《走近费曼丛书》是大陆首次集中出版的传播费曼文化的丛书。

## 荣誉
- 2006年该社被评为中国新闻出版系统先进集体。[1]
- 2007年该社获中国出版政府奖之“先进出版单位奖”。[1]
- 2009年该社被评为中国科技类出版社一级出版社，成为百佳出版单位。[1]
- 该社出版、中南博集天卷策划发行的《七堂极简物理课》（義大利語：Sette brevi lezioni di fisica，卡洛·罗威利原著）获评“年度科普类图书”[8]